# Nomwin
Nomwin est un atoll des îles Carolines. C'est aussi une municipalité du district d'Oksoritod (îles du Nord-Ouest), dans l'État de Chuuk, un des États fédérés de Micronésie. Elle compte 681 habitants (2008) répartis sur 2 km².
Il est situé à 9 km au sud-ouest de Murilo et à 82 km au nord de Chuuk. Avec Murilo, ils forment les îles Hall.